# Verwaltungsgemeinschaft Flöha
Die Verwaltungsgemeinschaft Flöha war eine Verwaltungsgemeinschaft im Freistaat Sachsen. Sie wurde 1995 gegründet und lag im Nordwesten des Landkreises Mittelsachsen etwa 12 km östlich von Chemnitz, zirka 22 km westlich der Kreisstadt Freiberg und zirka 8 km südlich von Frankenberg. Landschaftlich befindet sich das Gemeinschaftsgebiet in den nördlichen Ausläufern des Erzgebirges, im Tal der Flöha und deren Zusammenfluss mit der Zschopau. Durch die Verwaltungsgemeinschaft verläuft die Bundesstraße 173, welche kurz hinter Flöha (Richtung Chemnitz) vierspurig ausgebaut ist. In Flöha kreuzen sich die Bundesstraßen 173 und 180. Nördlich des Gemeinschaftsgebietes verläuft die Bundesautobahn 4, welche über den Anschluss Frankenberg (zirka acht Kilometer) erreichbar ist. Flöha liegt auch an der Bahnstrecke Chemnitz–Freiberg/Annaberg-Buchholz.
Am 29. (Falkenau) und 30. Juni (Flöha) beschlossen die Gemeinde- und Stadträte Falkenau und Flöha eine freiwillige Fusion zum 1. Oktober 2011, damit wurde gleichzeitig die Verwaltungsgemeinschaft aufgelöst.

## Die Gemeinden mit ihren Ortsteilen
- Flöha mit den Ortsteilen Flöha, Gückelsberg, Plaue und Bernsdorf
- Falkenau mit den Ortsteilen Falkenau und Hetzdorf